# Schwarzkehl-Elsternhäher

Hauptverbreitungsgebiet des Schwarzkehl-Elsternhähers

Der Schwarzkehl-Elsternhäher (Cyanocorax colliei, Synonym: Calocitta colliei) ist eine überwiegend in Mexiko vorkommende Singvogelart aus der Familie der Rabenvögel (Corvidae). Der wissenschaftliche Artname ehrt den schottischen Botaniker und Arzt Alexander Collie.

## Merkmale
Der Schwarzkehl-Elsternhäher erreicht eine Körperlänge von ca. 77 Zentimetern, wobei die Schwanzfedern etwas mehr als die Hälfte der Länge ausmachen. Das Körpergewicht variiert von 225 bis 251 Gramm. Es besteht ein geringer Sexualdimorphismus, der sich dadurch ausdrückt, dass lediglich die Schwanzfedern der Weibchen etwas kürzer als beim Männchen sind. Die Oberseite und die Flügel sind azurblau, ebenso die Schwanzfedern, die weiß eingefasst sind. Der Kopf, die Wangen, die Kehle und die Oberbrust sind schwarz. Das Gesicht ist weiß und zeigt schwarze Zügel. Auf dem Oberkopf befinden sich leicht gebogene schwarze Federn, die bis zu 80 Millimeter lang sein können und zuweilen aufgerichtet werden. Die Unterseite ist weiß. Der kräftige Schnabel ist schwarzgrau, die Iris schwarz, Beine und Füße sind grau.

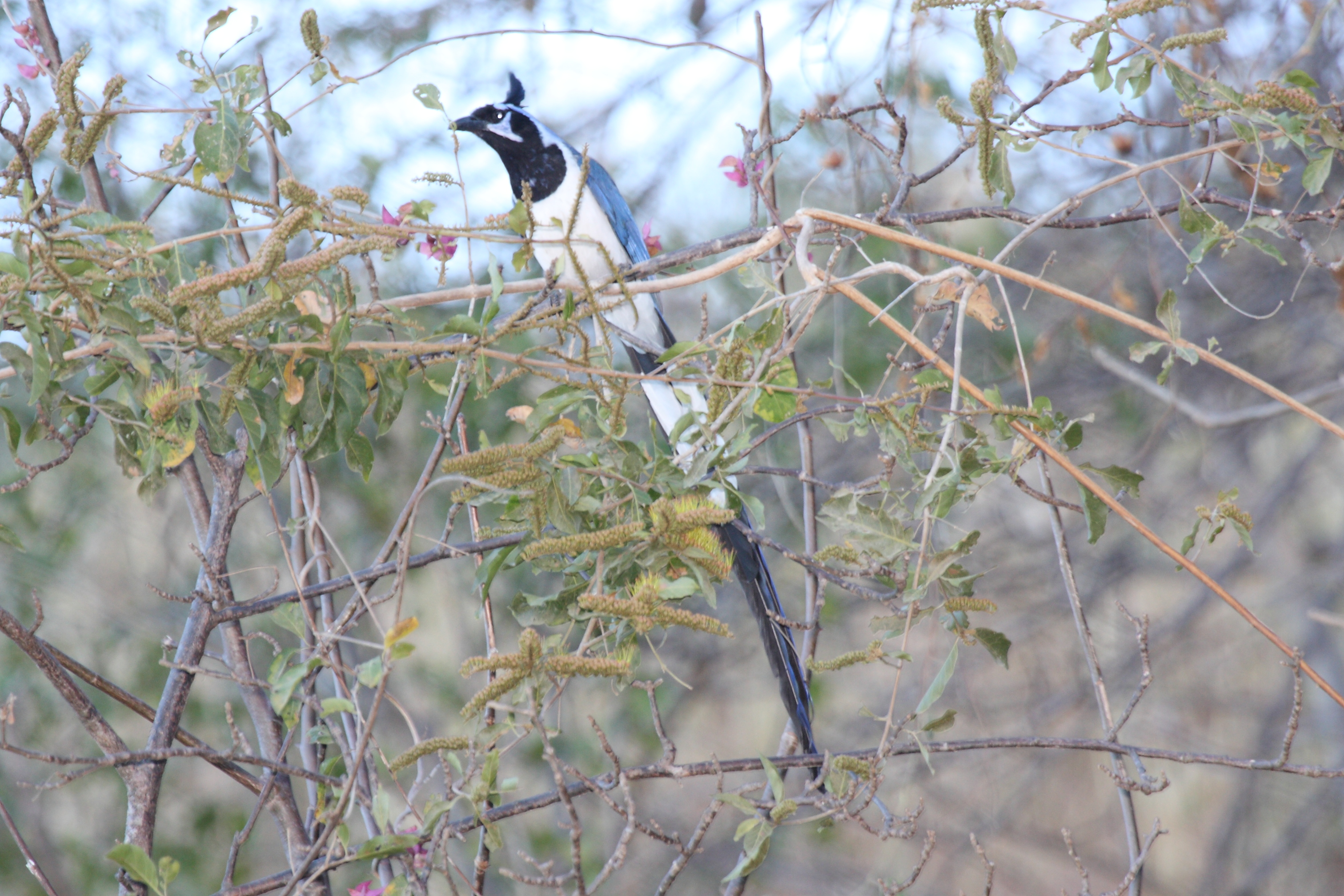
Ansicht von vorne
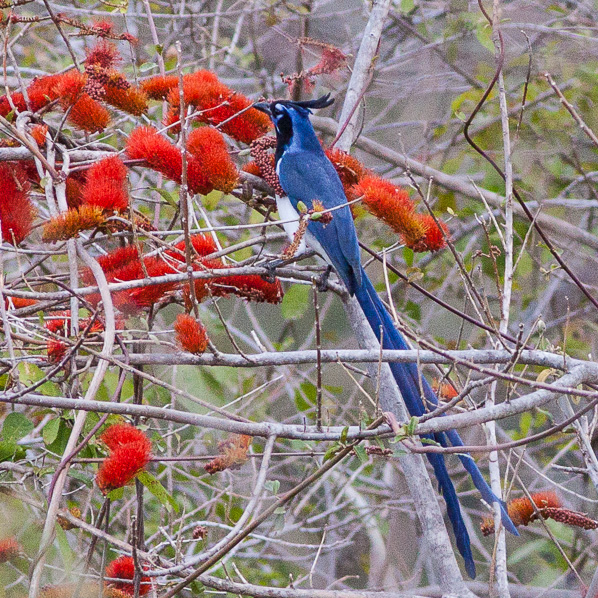
Ansicht von hinten
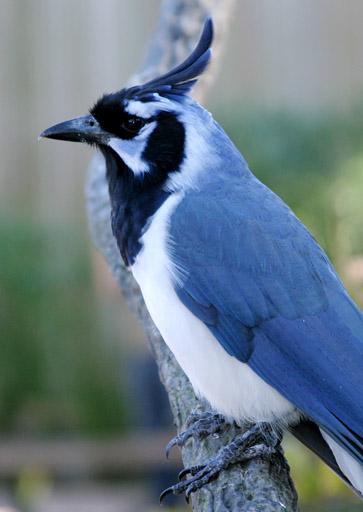
Exemplar im Jacksonville Zoo
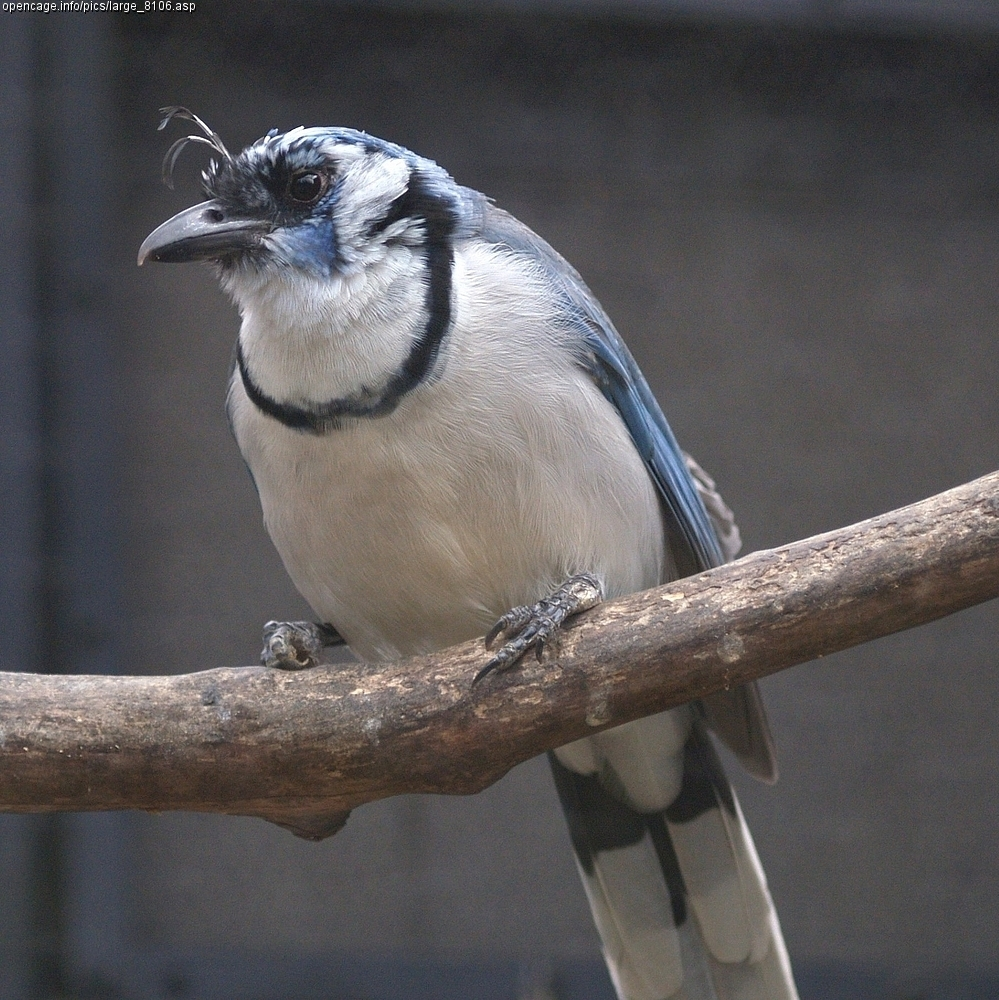
Weißkehl-Elsternhäher (zum Vergleich)

## Ähnliche Arten
Die etwa gleichgroße Schwesterart, der Weißkehl-Elsternhäher (Cyanocorax formosa), unterscheidet sich, wie schon der Name andeutet, durch die weiße Kehle. Lediglich zwischen Kehle und Brust hebt sich ein schmales halskettenähnliches Band ab. Die Art kommt im Westen Mittelamerikas vom Süden Mexikos bis nach Costa Rica vor. In den wenigen Überlappungsgebieten mit dem Schwarzkehl-Elsternhäher wurden vereinzelt Hybride gefunden.

## Verbreitung und Lebensraum
Der Schwarzkehl-Elsternhäher kommt in erster Linie in den westlichen Gebieten Mittelmexikos verbreitet vor. Einzelfunde gibt es aus Baja California, Baja California Sur und Kalifornien. Die Art besiedelt tropische Tieflandwälder, Plantagen sowie Gebiete mit Hecken- und Strauchbewuchs und ist sowohl in feuchtem als auch im trockenen Gelände zu finden. Im Bergland steigt sie bis in Höhenlagen von rund 1700 Metern. Aufgrund ihrer attraktiven Erscheinung werden die Vögel zuweilen in Zoos gezeigt.

## Lebensweise
Die Schwarzkehl-Elsternhäher halten sich überwiegend in den Baumkronen und im Strauchwerk auf. Ihre Nahrung umfasst Insekten, Samen und Nüsse. Zuweilen plündern sie die Nester kleinerer Vogelarten und fressen deren Küken. Sie sind standorttreu und monogam, d. h. die Partner bleiben ein Leben lang zusammen.

## Bestand und Gefährdung
Der Schwarzkehl-Elsternhäher ist in seinen Vorkommensgebieten weit verbreitet und wird von der Weltnaturschutzorganisation IUCN als „least concern = nicht gefährdet“ geführt.